# Спас Гюров
Спас Стаменов Гюров е български колоездач, бивш състезател на КК „Печенеги“ (2000 – 2004). Представлява България на олимпийските игри през 2012 година, в дисциплина – колоездене на шосе.

## Биография
Спас Гюров е роден на 7 февруари 1986 година в град Пазарджик, България. С колоездене се занимава от 2000 година в КК „Печенеги“ в родния си град, при треньора Людмил Киров. В този отбор е до 2004 година, като през този период от състезателната си кариера има множество победи и добри класирания. От 2005 година се състезава за КК „Несебър“.